# Christian Kramp
Christian Kramp (* 8. Juli 1760 in Straßburg; † 13. Mai 1826 ebenda) war ein elsässischer Arzt, Mathematiker und Physiker.

## Leben
Sein Vater war Lehrer am Gymnasium in Straßburg. Kramp studierte an der Universität Straßburg Medizin. Danach war er im weiten Umland von Straßburg als reisender Arzt bis Speyer, Meisenheim und Homberg tätig und promovierte 1786 an der Universität Straßburg.
Kramp bemühte sich sehr um mathematische Methoden in der Medizin. So publizierte er neben einer Vielzahl von medizinischen Arbeiten 1793 auch eine Arbeit über Kristallographie. Als 1795 Frankreich endgültig das linke Rheinufer übernommen hatte (Département de la Roer), nahm Kramp eine Stelle als Lehrer für Physik und Chemie an der Kölner Zentralschule an. 1809 wurde er Professor für Mathematik an der Universität Straßburg. 1812 wurde er als korrespondierendes Mitglied in die Preußische Akademie der Wissenschaften aufgenommen. Ab 1817 war er korrespondierendes Mitglied der Pariser Académie des sciences.
Seine mathematischen Arbeiten betreffen u. a. die Einführung der Bezeichnung {\displaystyle n!} für die Fakultät. Er arbeitete auch wie Leonhard Euler, Friedrich Bessel, Adrien-Marie Legendre und Carl Friedrich Gauß an deren Verallgemeinerung für reelle Zahlen. Diese Arbeiten sind, obwohl ähnlich, unabhängig von James Stirling und Alexandre-Théophile Vandermonde entstanden. Zu gleicher Zeit arbeitete auch Louis François Antoine Arbogast über das Problem der Verallgemeinerung.

## Schriften (Auswahl)

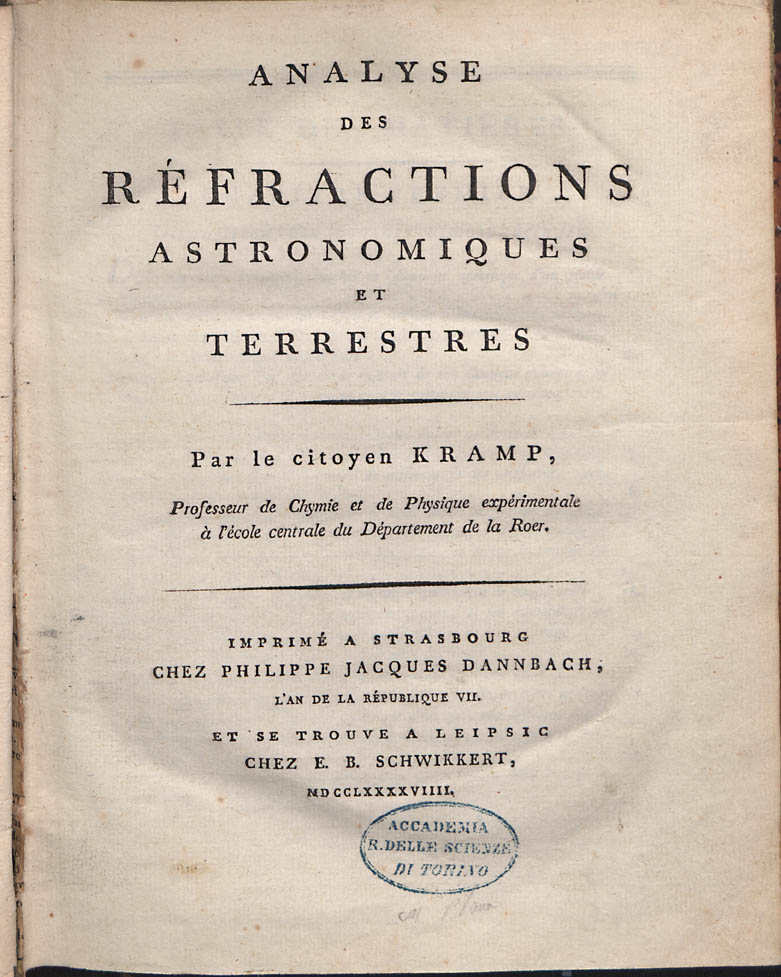
Analyse des réfractions astronomiques et terrestres, 1799

- Geschichte der Aerostatik, historisch, physisch und mathematisch ausgeführt. Akademische Buchhandlung, Straßburg 1784 (Digitalisat).
- Anhang zu der Geschichte der Aerostatik. Akademische Buchhandlung, Straßburg 1786 (Digitalisat).
- Analyse des réfractions astronomiques et terrestres. Dannbach, Straßburg 1799 (Digitalisat).
- Élémens d'arithmétique. Oedenkoven et Thiriart u. a., Cologne [u. a.] 1801 (Digitalisat).
- Elémens d'arithmétique universelle. Thiriart, Cologne 1808 (Digitalisat)
- Anfangsgründe der Rechenkunst. Hansen, Köln 1808 (Digitalisat)